# Ansegisel
Ansegisel (auch Ansegisal, Ansegise, Anchise, Ansguise, * um 610; † nach 657, aber vor 679) war der Ururgroßvater Karls des Großen.

## Leben
Er war ein Sohn des Bischofs Arnulf von Metz und der Doda von Metz. Ansegisel heiratete Begga, die Tochter des austrischen Hausmeiers Pippin des Älteren, und führte damit Macht und Reichtum seiner Familie, der Arnulfinger, und der Familie seiner Frau, der Pippiniden, zusammen, nachdem die Bündnisse der beiden Gruppen den merowingischen Königen in der Vergangenheit bereits erhebliche Probleme und Nachteile eingebracht hatten. Ansegisel wird um 662 mit dem Titel eines domesticus erwähnt. Er wurde vor 679 von seinen Feinden erschlagen. Seine Grabstätte ist nicht bekannt.

## Nachkommen
- Ansegisel und Begga hatten einen Sohn, Pippin den Mittleren, der die Machtübernahme faktisch zu Ende führte, bevor sie von dessen Enkel, Pippin dem Jüngeren, mit dem Königstitel auch nach außen dokumentiert wurde. Nach Karl Martell, dem Enkel von Ansegisel und Begga, wird die Familie dann Karolinger genannt.
- Vermutlich Chrodechild
- Eventuell Grimo, Erzbischof von Rouen